# Momie Juanita
La momie Juanita (en espagnol : « momia Juanita »), aussi appelée dame d'Ampato, désigne la momie d'une jeune fille appartenant à la civilisation inca, actuellement conservée à Arequipa, au Museo Santuarios Andinos (es) où on peut voir son buste modélisé en 3D. On  pense qu'elle a été sacrifiée lors d'une cérémonie de Capacocha en tant qu'offrande humaine, conformément à un rite de l'empire inca ; il est possible qu'elle soit morte au cours du règne du Sapa Inca IX Pachacútec. Elle serait décédée il y a environ 500 ans d'un coup à l'arrière de la tête à l'aide d'une arme de type matraque, tenant lieu probablement de “coup de grâce” à l'issue des pratiques d'endormissement sous psychotropes, après la longue et épuisante ascension de la montagne préparant ce rituel sacrificiel (voir l'article consacré aux Enfants du Llullaillaco). La jeune fille avait environ 13-15 ans.

## Découverte
Au cours d'une expédition sur le volcan Ampato en septembre 1995, l'archéologue Johan Reinhard (en) et son guide péruvien Miguel Zárate aperçurent au loin quelque chose qui brillait dans le cratère, qui s'élève à une altitude de 6 300 mètres ; ils descendirent dans le ravin et y trouvèrent une forme enveloppée. Ils la soulevèrent avec soin et découvrirent qu'il s'agissait du corps d'une jeune fille, très bien conservée et accompagnée d'un certain nombre d'objets tel que des petites figurines, des os de lama ou même des bols.